# 員山鄉
員山鄉為臺灣宜蘭縣的一個鄉，位於宜蘭縣西部，北鄰礁溪鄉，東鄰宜蘭市，東南端接五結鄉，南鄰三星鄉，西南鄰大同鄉，西與西北鄰新北市烏來區。

## 歷史
今天為員山鄉的地區，漢人開墾史始於清乾隆五十八年（1793年）吳沙的姪子吳化引率漳州、泉州兩籍人來此地開墾。當時，漳籍人開墾的地區地名都冠上『結』字，泉籍人開墾的地區都冠上『鬮』字。現在的員山鄉還有結頭份、三鬮二、大三鬮等地名。
嘉慶十七年（1812年）八月，噶瑪蘭廳設治，此時員山鄉有員山堡、溪州堡。1920年臺灣地方政區改制，員山改為員山庄，隸屬臺北州宜蘭郡管轄。
臺灣清治時期，先民在大湖地區開墾，舊地名「大湖八十佃」。日治時期，依照大湖四個方向，劃分為湖東、湖西、湖南、湖北等四村。國民政府遷臺，因國共兩黨意識形態之爭，湖南村受中共中央主席毛澤東故鄉湖南省之累而被改名逸仙村。
戰後初期改設員山鄉，隸屬臺北縣宜蘭區署；1950年劃歸為宜蘭縣至今。
《臺灣省通志》記錄員山結頭份人歌仔助者暇時常以山歌，佐以大穀絃，自拉自唱，其後，歌仔戲助將山歌改編為有劇情之歌詞，傳授門下，試為演出，博得佳評，遂有人出而組織戲劇團，名曰「歌仔戲」。而後經查，歌仔助本名叫歐來助，幼時即常在結頭份茄苳樹下搭歌寮。因此員山鄉傳說被認為是歌仔戲發源地（員山結頭份大樹公已登錄為文化景觀）。
2022年10月16日，由於颱風與東北季風影響，宜蘭縣當天凌晨下起超大豪雨，造成蘭陽溪水暴漲。民眾質疑第一河川局忘了關閉蘭陽溪流往宜蘭縣員山鄉七賢村的防水閘門，引發蘭陽溪的濁水倒灌，幾個小時後，七賢村溪洲地區已汪洋一片，後來才趕緊把水門關起來，當地居民稱閘門水位計被偷。水位80公分淹沒路面，居民與車輛都無法進出，已調派抽水機抽排水。宜蘭縣員山鄉七賢村屬於低窪地區。當地的水源來自員山鄉上游(清水)與鄰近的蘭陽溪(濁水)，這次雨勢集中在山區的大同鄉，造成蘭陽溪水瞬間暴漲。經濟部當天中午透過中央災害應變中心發布新聞稿，指水利署第一河川局於當天清晨5時30分監測溪州閘門外水高於內水，無法重力排出，旋即關閉水門，並於7時許內水高於外水時，開啟水門維持重力排水，否認忘記關閘門致七賢村內水淹水。

## 人口
根據宜蘭縣政府民政處統計，2024年底員山鄉戶數約1.3萬戶，人口約3.2萬人，鄉內人口最多與最少的村分別是員山村與中華村，2024年底兩村人口分別為6,832人與585人，其中員山村也是宜蘭縣人口最多的村里；人口密度最高與最低的村分別是員山村與湖西村，2024年底兩村人口密度分別為每平方公里1,242人與31人。員山鄉人口的年齡構成中，0至14歲人口佔比約8.40%，15至64歲人口佔比約71.96%，65歲以上人口佔比約19.65%，是宜蘭縣青壯年人口佔比最高的行政區。

## 政治

### 歷任首長
| 屆次 | 姓名   | 黨籍       | 任職期間                       | 備註     |
| ---- | ------ | ---------- | ------------------------------ | -------- |
| 1    | 陳江流 |            | 1951年7月1日－1953年7月1日     |          |
| 2    | 呂阿金 |            | 1953年7月1日－1956年11月1日    |          |
| 3    | 李福全 |            | 1956年11月1日－1960年1月       |          |
| 4    | 李坤旺 |            | 1960年1月16日－1961年11月      |          |
| 5    | 黃如松 |            | 1964年3月1日－1968年3月1日     |          |
| 6    | 朱倉梧 |            | 1968年3月1日－1973年4月1日     |          |
| 7    | 朱倉梧 |            | 1973年4月1日－1977年12月30日   |          |
| 8    | 游叡星 |            | 1977年12月30日－1982年3月1日   |          |
| 9    | 游叡星 | 中國國民黨 | 1982年3月1日－1986年3月1日     |          |
| 10   | 林萬春 | 中國國民黨 | 1986年3月1日－1990年3月1日     | 同額競選 |
| 11   | 林萬春 | 中國國民黨 | 1990年3月1日－1994年3月1日     |          |
| 12   | 廖明照 | 中國國民黨 | 1994年3月1日－1998年3月1日     |          |
| 13   | 廖明照 | 中國國民黨 | 1998年3月1日－2002年3月1日     |          |
| 14   | 黃評譿 | 中國國民黨 | 2002年3月1日－2006年3月1日     |          |
| 15   | 黃評譿 | 中國國民黨 | 2006年3月1日－2010年3月1日     |          |
| 16   | 江永和 | 民主進步黨 | 2010年3月1日－2014年12月25日   |          |
| 17   | 江永和 | 民主進步黨 | 2014年12月25日－2018年12月25日 | 同額競選 |
| 18   | 張宜樺 | 中國國民黨 | 2018年12月25日－2022年12月25日 |          |
| 19   | 張宜樺 | 中國國民黨 | 2022年12月25日－現任           |          |

### 鄉政組織
員山鄉公所是員山鄉最高層級的地方行政機關，在中華民國政府架構中為鄉自治的行政機關，同時負責執行縣政府及中央機關委辦事項，員山鄉的自治監督機關為宜蘭縣政府。鄉長由全體鄉民直接選舉產生，任期為四年，可連選連任一次。員山鄉公所並置鄉政會議，為鄉政最高決策機構，在鄉長之下，設有5課4室等9個內部單位及4個附屬機關。
員山鄉民代表會是員山鄉的最高民意機關，代表員山鄉全體鄉民立法和監察鄉政。鄉民代表由公民直選選出，任期為四年，可連選連任。員山鄉民代表會共有12位鄉民代表，分別為第一選區4席鄉民代表、第二選區2席鄉民代表、第三選區4席鄉民代表、第四選區2席鄉民代表，主席、副主席由12位鄉民代表互選產生。

### 行政區
全鄉共分為16村：七賢村、中華村、內城村、永和村、同樂村、尚德村、枕山村、員山村、深溝村、惠好村、湖北村、湖西村、湖東村、逸仙村、頭分村、蓁巷村，其中中華村原屬三星鄉管轄，因與三星鄉中隔蘭陽溪，1976年7月1日起劃歸員山鄉，同時同樂村部分地區也於1976年7月1日起劃歸宜蘭市管轄。

## 教育

### 高級中等學校
- 宜蘭縣私立慧燈高級中學

### 國民中小學
- 宜蘭縣內城國民中小學（國中部前身為榮源國中，國小部前身為內城國小）
  - 宜蘭縣立內城國民中小學化育分校

### 國民中學
- 宜蘭縣立員山國民中學
- 宜蘭縣私立慧燈高級中學國中部

### 國民小學
- 宜蘭縣立員山鄉員山國民小學
- 宜蘭縣立員山鄉大湖國民小學
- 宜蘭縣立員山鄉同樂國民小學
- 宜蘭縣立員山鄉湖山國民小學
- 宜蘭縣立員山鄉深溝國民小學
- 宜蘭縣立員山鄉七賢國民小學
- 宜蘭縣員山鄉自強國民小學(1957-2003)：宜蘭縣員山鄉中華村員山路三段500巷1號
- 宜蘭縣員山鄉大湖國民小學雙連分校(1957-1993)：宜蘭縣員山鄉湖西村雙埤路21-1號

## 醫療
- 臺北榮民總醫院員山分院
- 宜蘭普門醫療財團法人員山醫院

## 交通

### 公路
- 台7線（北部橫貫公路）
  - 台7丁線

### 公車資訊
葛瑪蘭客運
- 751 宜蘭轉運站－普門醫院
- 752 宜蘭轉運站－台北榮總員山分院
- 753 宜蘭轉運站－雙連埤
- 755 宜蘭轉運站－望龍埤

國光客運
- 綠12 宜蘭轉運站－松羅
- 綠15 宜蘭轉運站－大礁溪橋
- 1785 宜蘭轉運站－圳頭
- 1786 宜蘭轉運站－內城
- 1789 宜蘭轉運站－大礁溪

## 旅遊

### 景點

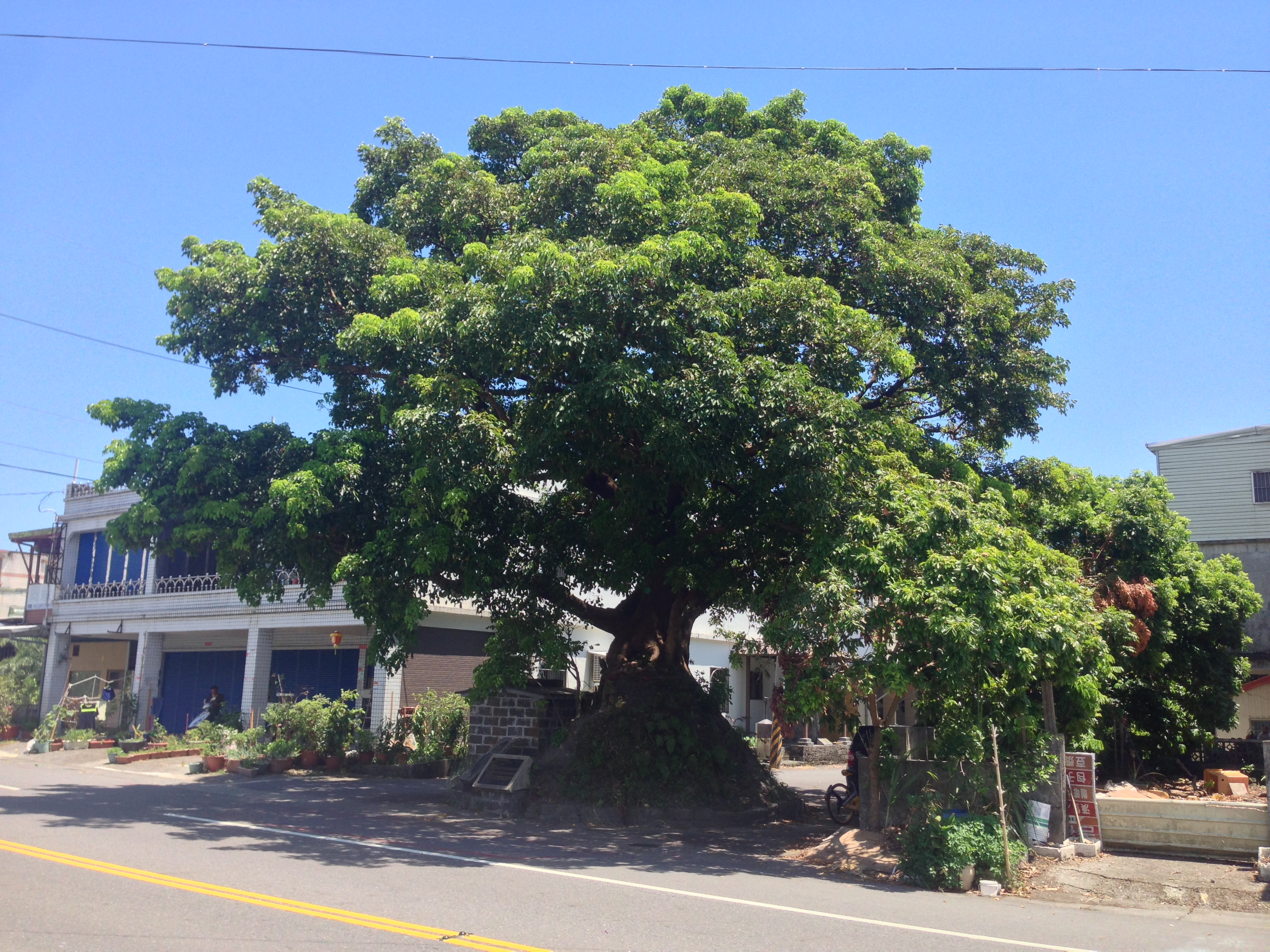
員山結頭份大樹公

- 員山公園：曾為員山神社位址。公園內現有退役戰機、坦克等供民眾遊憩
- 員山結頭份大樹公：傳言樹下為歌仔戲的起源地。
- 彭福共忠靈碑與員山大眾廟
- 結頭份社區
- 大湖風景區
- 福山植物園
- 快樂谷
- 尚德村河濱公園
- 望龍埤
- 雙連埤
- 北后寺泥塑大佛：列為宜蘭縣文化資產。
- 宜蘭河河堤步道
- 鼻仔頭戲水區
- 螃蟹冒泡
- 國立宜蘭大學實驗林場
- 大礁溪戲水區
- 大三鬮林宅
- 雷公埤
- 員山溫泉
- 周振東武舉人宅遺蹟
- 太陽埤[11]
- 金車生物科技中心
- 金車噶瑪蘭威士忌酒廠

### 休閒農業
近年來員山鄉大力發展休閒農業。大分為三個休閒農業區，另有多家特色民宿。

#### 橫山頭休閒農業區
- 八甲休閒魚場
- 大坑漁場
- 勝洋水草
- 花泉農場
- 鳳凰宿生態休閒館
- 內城農場
- 可達休閒羊場
- 自然農場
- 宜蘭馬場民宿
- 蜂采館-養蜂人家
- 綵憶工坊

#### 大湖底休閒農業區
- 樹木教育農場
- 二湖鳳梨果園
- 雙湖園藝
- 玉泉農莊
- 懷登園
- 螃蟹冒泡
- 天雕公園
- 大湖風景區
- 燈篙林道
- 蜊埤湖
- 雙連埤

#### 枕頭山休閒農業區
- 錦簇花卉農園
- 錦普觀光梨園
- 青龍玉蘭花園
- 蘭陽養蜂場
- 禪悅爵士庭園
- 鄉村休閒農場
- 張媽媽有機竹筍
- 草地果園
- 柏泰農園
- 金雙甡園藝
- 波的農場
- 李順龍果園
- 如意果園
- 吉祥果園
- 大自然觀光果園
- 大安藥園休閒農場
- 庄腳所在休閒農場
- 卡幄汀休閒民宿：偶像劇拍攝場景

## 小吃
- 員山魚丸米粉

## 外部連結
- 員山鄉公所（页面存档备份，存于）
- 員山鄉公所的Facebook專頁
- YouTube上的員山鄉公所觀光產業發展所頻道